# Ministero degli affari esteri, dell'Unione europea e della cooperazione
Il Ministero degli affari esteri, dell'Unione europea e della cooperazione (in spagnolo Ministerio de Asuntos Exteriores, Unión Europea y Cooperación - MAEUEC) è un dicastero del governo spagnolo responsabile della politica estera.

## Storia
La prima traccia del ministero è rintracciabile nella Segreteria di Stato e Ufficio di Stato a partire dal 1714 (XIX secolo) fino all'attuale nome assunto a partire dal 2018 dopo vari cambi di denominazione.
| Controllo di autorità | VIAF (EN) 304605810 · ISNI (EN) 0000 0001 2107 3565 · LCCN (EN) n89636388 · BNE (ES) XX136493 (data) · J9U (EN, HE) 987007369165505171 |